# Oeverwantsen
Saldidae (Oeverwantsen) is een familie van wantsen. De familie werd voor het eerst wetenschappelijk beschreven door Amyot & Serville in 1843.

## Uiterlijk
Oeverwantsen kunnen tussen de 2 en 8mm groot worden en hebben een ovale vorm. Ze zijn vaak bruinzwart gekleurd maar de kleur is variabel en vaak komen, afhankelijk van de omgeving, donkere of juist lichte varianten voor. Ze hebben grote ogen waarmee ze goed prooien kunnen opsporen. Het zijn springende insecten, die daarbij hun vleugels kunnen gebruiken om, na de sprong, een stukje te vliegen.

## Leefgebied
De wantsen komen over de hele wereld voor en hebben, zoals de naam al aangeeft, een voorkeur voor oevers. De meeste soorten leven op zanderige grond aan de oever van zoet water maar er zijn ook soorten die bij zout water leven en zelfs bij vloed tijdelijk onder water kunnen overleven. De dieren zijn goed aangepast om te jagen op kleine andere insecten en vliegenlarven maar zijn ook aaseters.

## Taxonomie
De familie is onderverdeeld in de volgende onderfamilies:
- Chiloxanthinae Cobben, 1859
- Enicocorinae Popov, 1980
- Saldinae Amyot & Serville, 1843
- Saldoninae Popov, 1973

## In Nederland waargenomen soorten
- Genus: Chartoscirta
  - Chartoscirta cincta
  - Chartoscirta cocksii
  - Chartoscirta elegantula
- Genus: Chiloxanthus
  - Chiloxanthus pilosus
- Genus: Halosalda
  - Halosalda lateralis
- Genus: Macrosaldula
  - Macrosaldula scotica
- Genus: Micracanthia
  - Micracanthia marginalis
- Genus: Salda
  - Salda littoralis
  - Salda morio
  - Salda muelleri
- Genus: Saldula
  - Saldula arenicola
  - Saldula c-album
  - Saldula fucicola
  - Saldula melanoscela
  - Saldula opacula
  - Saldula orthochila
  - Saldula pallipes
  - Saldula palustris
  - Saldula pilosella
  - Saldula saltatoria